# Sankt Markus syrisk-ortodoxa kyrka
Sankt Markus syrisk-ortodoxa kyrka är en syrisk-ortodox kyrkobyggnad i stadsdelen Vallastaden i Linköping i Östergötland. Kyrkan tillhör det syrisk-ortodoxa ärkestiftet i Skandinavien. Den invigdes 2021 av patriark Ignatius Aphrem II och har sitt namn efter evangelisten Sankt Markus.

## Historia
Den syrisk-ortodoxa församlingen i Linköping tog ett beslut om att uppföra en syrisk-ortodox kyrkobyggnad i Linköping 2013, eftersom församlingen saknade en egen kyrkobyggnad. 2020 påbörjades byggnationen av kyrkan som stod färdig 2021. I maj 2021 välsignades korset som lyftes upp på kyrkans kupol.
Kyrkan invigdes den 25 september 2021 av den syrisk-ortodoxa kyrkans patriark Ignatius Aphrem II från Damaskus. Vid invigningen närvarade bland andra biskop Benyamen Atas från den syrisk-ortodoxa kyrkan och biskop Martin Lind, biskop i Linköpings stift 1995–2011.
Altaret är tillverkat i ek och i altaruppsatsen finns en ikon vars original är tillverkad under 1200-talet och finns i Sankt Gabriel klostret Tur Abdin i Turkiet.
Kyrkan består av två våningar med kyrksal, samlingssal och andra lokaler. Exteriört domineras kyrkan av en kupol och en klockstapel.